# 依概率收敛
在概率论中，依概率收敛是随机变量收敛的方式之一。一个随机变量序列{\displaystyle (X_{n})_{n\geq 1}} 依概率收敛到某一个随机变量{\displaystyle X}，指的是{\displaystyle X_{n}} 和{\displaystyle X} 之间存在一定差距的可能性将会随着n 的增大而趋向于零。
依概率收敛是测度论中的依测度收敛概念在概率论中的特例。

## 定义
设{\displaystyle (X_{n})_{n\geq 1}} 是一个随机变量序列，{\displaystyle X}是一个随机变量。如果对于任意的正实数{\displaystyle \epsilon >0}，都有：
{\displaystyle \lim _{n\to \infty }\mathbb {P} (|X-X_{n}|\geq \epsilon )=0}
那么称序列{\displaystyle (X_{n})_{n\geq 1}} 依概率收敛到{\displaystyle X}。

## 性质
依概率收敛是一种常见的收敛性质。依概率收敛比依分布收敛更强，比平均收敛则要弱。
如果一个随机变量序列依概率收敛到某一个随机变量，则它们也一定依分布收敛到这个随机变量。反过来则不然：只有当一个随机变量序列依分布收敛到一个常数的时候，才能够推出它们也依概率收敛到这个常数。